# خیزش ۱۹۷۹–۱۹۸۰ شیعیان عراق
قیام ۱۹۷۹–۱۹۸۰ شیعیان در عراق که به قیام اول صدر نیز معروف است، در پی انقلاب ایران (۱۹۷۸–۱۹۷۹) در ایران همسایه رخ داد، زیرا روحانیون شیعه عراق قول داده بودند که عراق بعثی را سرنگون کنند. مسلمانان سنی - به ویژه خانواده صدام حسین. صدام و معاونانش بر این مدعی بودند که شورش‌ها با الهام از انقلاب ایران صورت گرفته‌است. شورش‌ها در می ۱۹۷۹ شروع شد و در ژوئن شدت گرفت، که منجر به شکنجه و کشته شدن هزاران نفر در نجف شد. این قیام با دستگیری رهبر شیعیان عراقی محمد باقر الصدر در آوریل ۱۹۸۰ و اعدام بعدی او فروکش کرد.

## تاریخ
آثار صدر خشم حزب بعث را برانگیخت و منجر به حبس‌های مکرر شد، جایی که او اغلب شکنجه می‌شد. با وجود این او پس از آزادی به کار خود ادامه داد. هنگامی که بعثی‌ها صدر را در سال ۱۹۷۷ دستگیر کردند، خواهرش آمنه صدر بنت الهدی در مسجد امام علی در نجف سخنرانی کرد و مردم را به تظاهرات دعوت کرد. تظاهرات زیادی برگزار شد و بعثی‌ها را وادار کرد تا صدر را که در حصر خانگی قرار گرفته بود آزاد کنند.
در سال‌های ۱۹۷۹ تا ۱۹۸۰، شورش‌های ضد بعثی در مناطق شیعه‌نشین عراق توسط گروه‌هایی که برای انقلاب اسلامی در کشورشان تلاش می‌کردند، به وجود آمد. صدام و معاونانش بر این باور بودند که شورش‌ها با الهام از انقلاب ایران صورت گرفته‌است. پس از انقلاب ایران، جامعه شیعی عراق از محمدباقر صدر خواستند تا «خمینی عراق» آنها باشد و شورش علیه رژیم بعث را رهبری کند. رهبران جامعه، رؤسای قبایل و صدها نفر از اعضای عادی مردم با صدر بیعت کردند. تظاهرات پس از آن در بغداد و استان عمدتاً شیعه از جنوبی در ماه مه سال ۱۹۷۹. فوران به مدت ۹ روز، اعتراضات علیه رژیم شکل گرفت، اما توسط رژیم سرکوب شد. زندانی شدن این روحانی منجر به موج دیگری از اعتراضات در ماه ژوئن پس از درخواست قوی و مهم خواهر الصدر، بنت الهدی شد. درگیری‌های بیشتری بین نیروهای امنیتی و معترضان رخ داد. نجف در محاصره قرار گرفت و هزاران نفر شکنجه و اعدام شدند.
محمد باقر صدر سرانجام در ۵ آوریل ۱۹۸۰ به همراه خواهرش سیده بنت الهدی دستگیر شد. آنها یک جنبش مبارز قدرتمند در مخالفت با رژیم صدام حسین تشکیل داده بودند.
در ۹ آوریل ۱۹۸۰، صدر و خواهرش پس از شکنجه شدید توسط نیروهای بعثی کشته شدند. آثار شکنجه روی اجساد دیده می‌شد. بعثی‌ها به بنت الهدی در حضور برادرش تجاوز کردند. میخ آهنی به سر صدر کوبید و سپس در نجف به آتش کشیده شد. گزارش شده که خود صدام آنها را کشته‌است. بعثی‌ها اجساد محمد باقر صدر و بنت الهدی را به پسر عموی خود سید محمد صدر تحویل دادند. در همان شب در قبرستان وادی السلام در شهر مقدس نجف به خاک سپرده شدند. اعدام او هیچ انتقادی از سوی کشورهای غربی برانگیخت زیرا صدر آشکارا از روح‌الله خمینی در ایران حمایت کرده بود.

## قیام دوم صدر
قیام ۱۹۹۹ شیعیان در عراق (یا قیام دوم صدر) در اوایل سال ۱۹۹۹ در پی کشته شدن محمد محمد صادق صدر توسط دولت بعثی عراق رخ داد. اعتراضات و خشونت‌های متعاقب آن در محله‌های شیعه نشین بغداد و همچنین شهرهای جنوبی شیعه مانند کربلا، ناصریه، کوفه، نجف و بصره شدیدتر بود.